# R30 (Jordanien)
Die Route 30 ist eine Fernstraße in Jordanien. Die Straße ist eine Ost-West-Verbindung durch den Norden und im Zentrum des Landes, aus dem Jordantal kommend, vorbei an Amman bis zur Grenze von Saudi-Arabien. Die Straße ist 195 km lang.

## Straßenbeschreibung
Die Straße beginnt an einer Kreuzung mit der Route 65 im mittleren Jordantal, rund 250 Meter unter dem Meeresspiegel. Sie steigt ins jordanische Bergland auf etwa 1.100 Meter in Richtung as-Salt, wo sie 2 × 2 Fahrspuren hat. Die Strecke durch das Gouvernement Balqa hat einige Kreuzungen, aber eine volle Autobahn ist sie nicht. In Suwaylih, nordöstlich von Amman, überquert sie die Route 35 und führt im Norden an Amman vorbei nach Zarqa, wo sie die Route 25 kreuzt. Östlich von Zarqa folgt ein Kleeblatt mit der Route 15. Nach Zarqa ist die Straße verengt mit nur noch 1 × 2 Fahrstreifen und sie führt etwa 60 Kilometer durch die arabische Wüste. Die Wüste ist steinig und sehr flach.
Acht Kilometer vor al-Azraq endet die Route 40, aus Amman über Qusair 'Amra kommend, und mündet in den Route 30. Beim Azraq-Naturreservat biegt die Route 30 nach Süden in die 5 ein und folgt ihr (doppelte Nummerierung) auf 22 Kilometer, bevor sie wieder nach Osten abbiegt und nach 30 Kilometern die Grenze nach Saudi-Arabien erreicht. Auf der saudischen Seite wird die Straße zur Route 65 in Richtung Zentrum von Saudi-Arabien.

## Bedeutung
Die Route 30 ist teilweise eine Hauptverkehrsstraße, vor allem im östlichen Teil in der Wüste in Verbindung mit der saudischen Route 65 dient sie als Hauptstraße von Amman nach Riad. In Verbindung mit der Route 40 als Rundweg wird sie auch für Besuche der Wüstenschlösser Qasr Kharana, Qusair Amra und Qasr al-Azraq sowie des Azraq-Naturreservats touristisch genutzt. Der Teil westlich von Amman dient der Verbindung der Hauptstadt zu den Gemüse- und Obstanbaugebieten im fruchtbaren Jordantal.

## Städte an der Route 30
- as-Salt
- Suwaylih
- Zarqa